# Попик Олександр Іванович
Олександр Іванович Попик — солдат підрозділу Збройних Сил України, учасник російсько-української війни, який загинув у ході російського вторгнення в Україну в 2022 році.

## Життєпис
Народився у с. Сосновому Березнівського району Рівненської області.
Про загибель військовослужбовця стало відомо [26 лютого] 2022 року. Тіло із загиблим разом з почесною вартою рухалося населеними пунктами Березнівської міської територіальної громади 30 березня 2022 року вулицями Андріївська та Корецька міста Березне, а також селами Антонівка, Кам'янка, Моквин, Хотин Прислучі, Колодязне та Бистричі.

## Нагороди
- орден За мужність III ступеня (2022, посмертно) — за особисту мужність і самовіддані дії, виявлені у захисті державного суверенітету та територіальної цілісності України, вірність військовій присязі[3].